# Emil Maier (Maler)
Emil Maier-Fürstenfeld (auch Emil Maier-F.; * 7. Oktober 1935 in Fürstenfeld, Bessarabien; † 25. Dezember 2011) war ein deutscher Illustrator, Maler und Grafiker. Er illustrierte zahlreiche Kinderbücher und Kinderbibeln im Verlag Katholisches Bibelwerk, Auer Verlag u. a. Die Bücher wurden weltweit in 26 Sprachen übersetzt. Darüber hinaus schuf der Künstler Ölgemälde, Holzschnitte, Kirchenfenster und Wandgestaltungen.

## Bibliografie
- 1978 – Ein Vater, zwei Brüder und ein grosses Fest
- 1978 – Vom verzeihenden Vater
- 1981 – Vom reichen Fischfang
- 1982 – Bartimäus freut sich, weil er wieder sehen kann
- 1982 – Bartimäus kann wieder sehen
- 1983 – Jesus macht Zachäus froh
- 1984 – Gott rettet Daniel
- 1984 – Gottes Volk tanzt um das goldene Kalb
- 1985 – Das hat er für uns getan
- 1986 – David besiegt Goliat
- 1986 – Gott führt Jona seinen Weg
- 1988 – Gott befreit sein Volk
- 1989 – Sie gehören zu Gott
- 1990 – Maria, geliebt von Gott
- 1990 – Ein Prophet für die Armen
- 1990 – Unsere Welt aus Gottes Hand
- 1990 – Von Hirten, Schafen und einer Nacht voller Wunder
- 1991 – Josef, gerufen von Gott
- 1991 – Jesus geht mit uns
- 1991 – Josef, gerufen von Gott
- 1992 – Jesus gibt uns zu essen
- 1992 – Gott schenkt uns Freude
- 1992 – Gott segnet Noach
- 1993 – Mein kleines Bibel-Bilderbuch
- 1994 – Ein Stern zeigt den Weg
- 1995 – Unsere Welt von Anfang an
- 1995 – Was alles durch Jesus geschah
- 1995 – Bilderbuch-Bibel
- 1998 – Jesus wird geboren
- 1998 – Du hast mich lieb, guter Gott
- 1999 – Gott wendet sich dir zu
- 2001 – Drei Könige kommen nach Betlehem
- 2002 – Meine kleine Bilder-Buch-Bibel
- 2003 – Mein kleines Bilder-Gebet-Buch
- 2003 – Mein kleines Jesus-Bilder-Buch
- 2003 – Gott beruft Mose
- 2003 – Jesus trifft Zachäus
- 2003 – Gott rettet Noach
- 2004 – Gott erschafft die Erde
- 2004 – Drei Könige kommen zu Jesus
- 2005 – Das Bibel-Puzzle-Buch
- 2005 – Mein kleines Weihnachts-Bilder-Buch
- 2006 – Meine allererste Bilder-Bibel
- 2006 – Jesus will bei uns sein
- 2007 – Mein großes Buch der Feste und Heiligen
- 2007 – Meine große Bilder-Buch-Bibel
- 2008 – Wie Jesus den Tod besiegte
- 2010 – Tischgebete für die ganze Familie

## Filmografie
1995 – Ich sehe die Welt mit kinderwachem Blick – Die Bibel-Bilderbücher des Emil Maier-F., Dokumentation, Regie: Meinhard Schmidt-Degenhard, Hessischer Rundfunk.